# Ngerutoi
Ngerutoi (auch: Ngatbong, Ngurotol, Ngurutoi, Urdmang) ist ein Ort im administrativen Staat Ngardmau auf der Insel Babeldaob in Palau.

## Geographie
Der Ort ist eine der Siedlungen der Orte von Ngardmau an der Westküste der Insel, an der Bucht Ngeriklreker. Er liegt zwischen Urdmang und dem Zentrum von Ngardmau.

## Klima
Das Klima ist tropisch heiß, wird jedoch von ständig wehenden Winden gemäßigt. Ebenso wie die anderen Orte von Palau wird Ngerutoi gelegentlich von Zyklonen heimgesucht.